# Мисс Земля 2004
Мисс Земля 2004 (англ. Miss Earth 2004) — 4-й ежегодный конкурс красоты, проводился 24 октября 2004 года в Университете Филиппинс, Кесон-Сити, Филиппины.

## Результаты
| Итоговый результат  | Участница |
| ------------------- | --- |
| Мисс Земля 2004     | - Бразилия - Присилла Мейреллис |
| Мисс Земля — Воздух | - Мартиника - Мюриэль Селимен |
| Мисс Земля — Вода   | - Французская Полинезия - Стефани Лесаж |
| Мисс Земля — Огонь  | - Парагвай - Янина Гонсалес |

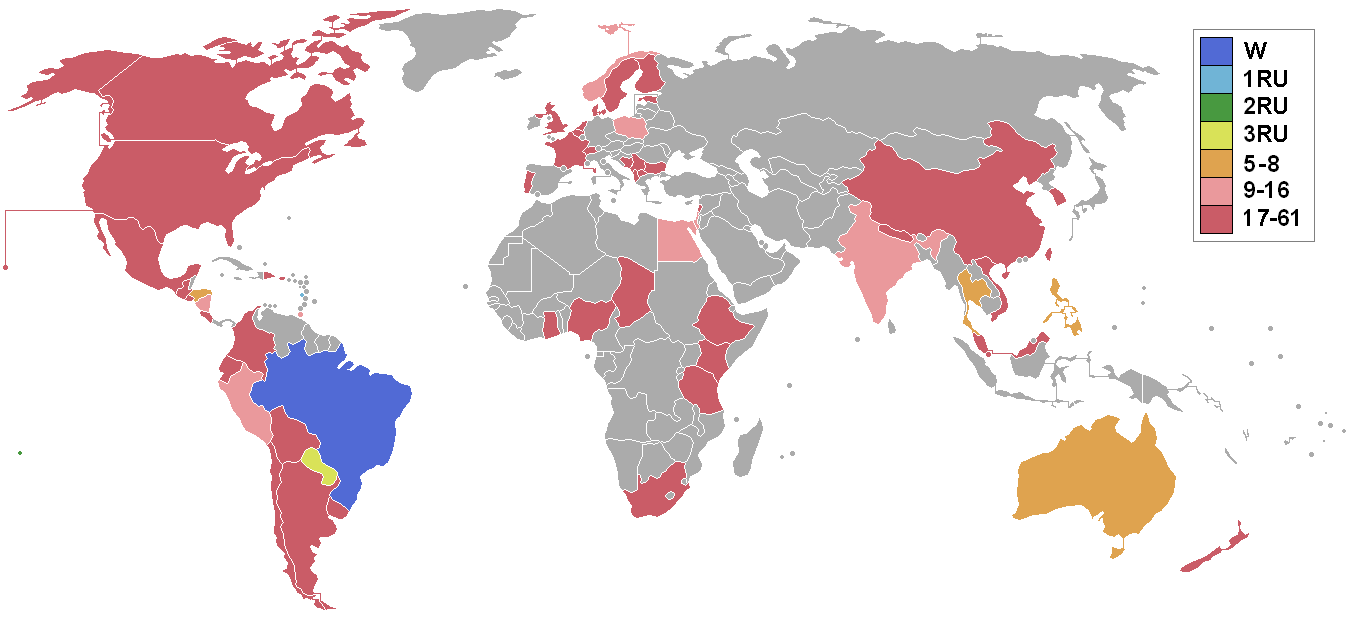
Страны-участницы конкурса «Мисс Земля» — 2004 года

| Топ 8               | - Австралия - Shenevelle Dickson - Гондурас - Gabriela Zavala - Филиппины - Tamera Marie Lagac Szijarto - Таиланд - Radchadawan Khampeng                                                                                        |
| Топ 16              | - Египет - Arwa Gouda - Индия - Jyoti Brahmin - Израиль - Keren Somech - Никарагуа - Marifely Arguello - Норвегия - Brigitte Korsvik - Перу - Liesel Holler - Польша - Karolina Gorazda - Тринидад и Тобаго - Leah Mari Guevara |

### Специальные награды
| Награда                    | Участница                                                |
| -------------------------- | -------------------------------------------------------- |
| Мисс фотогеничность        | Бразилия - Priscilla Meirelles                           |
| Лучший национальный костюм | Гондурас - Gabriela Zavala                               |
| Мисс дружба                | США - Stephanie Brownell                                 |
| Мисс талант                | Канада - Tanya Beatriz Munizaga                          |
| Лучший купальник           | Парагвай - Yanina González                               |
| Лучшее длинное платье      | Французская Полинезия - Kahaya Lusazh (Stephanie Lesage) |

## Судьи
| Номер | Судьи             | Описание                                          |
| ----- | ----------------- | ------------------------------------------------- |
| 1     | Вида Самадзай     | Красота за правое дело Мисс Земля 2003            |
| 2     | Ноэль Лоренсана   | Unilever Philippines                              |
| 3     | Стефан Вугель     | Intercontinental Manila                           |
| 4     | Кит Ли Льян       | Avon Color                                        |
| 5     | Лоррейн Тимбол    | Журналист Media Arts Systems and Services Co.     |
| 6     | Реджина Паз Лопез | ABS-CBN Foundation                                |
| 7     | Чин Чин Гутьеррес | Актриса и эколог                                  |
| 8     | Лео Валдез        | Международный певец-актер                         |
| 9     | Дебора Ланди      | Программа развития Организации Объединенных Наций |
| 10    | Фредди Гарсиа     | ABS-CBN                                           |
| 11    | Цезарь Пурисима   | Секретарь Департамента торговли и промышленности  |

## Участницы
Список участниц Мисс Земля 2004:

| - Албания - Vilma Masha - Аргентина - Daniela Puig - Австралия - Shenevelle Dickson - Бельгия - Ruchika Sharma - Боливия - Muriel Cruz - Босния и Герцеговина - Ana Suton - Бразилия - Priscilla Meirelles de Almeida - Болгария - Kristiana Dimitrova - Канада - Tanya Beatriz Munizaga - Чад - Myriam Commelin - Чили - Erika Niklitschek Schmidt - Китай - Xu Nicole Liu (刘旭) - Колумбия - Maria Fernanda Navia - Коста-Рика - Karlota Calderon Brenes - Дания - Thea Frojkear - Доминиканская Республика - Nileny Dippton Estevez - Эквадор - Maria Luisa Barrios Landivar - Египет - Arwa Gouda - Сальвадор - Silvia Gabriela Mejia Cordova - Эстония - Jana Gruft - Эфиопия - Ferehiyewot Abebe Merkuriya - Финляндия - Iida Laatu - Франция - Audrey Nogues - Гана - Maame Afua Akyeampong - Великобритания - Hannah McCuaig - Гватемала - Mirza Odette Garcia - Гондурас - Gabriela Zavala Irias - Индия - Jyoti Brahmin - Израиль - Keren Somech - Кения - Susan Kaittany - Республика Корея - Cho Hye-Jin | - Ливан - Lana Khattab - Северная Македония - Natalija Grubovik - Малайзия - Eloise Law - Мартиника - Мюриэль Селимен - Мексика - Valentina Cervera Avila - Непал - Anita Gurung - Нидерланды - Saadia Himi - Новая Зеландия - Rachael Tucker - Никарагуа - Marifely Argüello César - Нигерия - Ufuoma Stacey Ejenobor - Норвегия - Brigitte Korsvik - Парагвай - Янина Гонсалес - Перу - Liesel Holler Sotomayor - Филиппины - Tamera Marie Lagac Szijarto - Польша - Karolina Gorazda - Португалия - Frederica Santos - Пуэрто-Рико - Shanira Blanco - Сербия и Черногория - Katarina Hadzipavlovic - Сингапур - Nicole Sze Chin Nee - ЮАР - Sally Leung - Швеция - Sara Jilena Lundemo - Швейцария - Simone Röthlisberger - Французская Полинезия - Стефани Лесаж - Китайская Республика - Angel Wu - Танзания - Sophia Byanaku - Таиланд - Radchadawan Khampeng - Тринидад и Тобаго - Leah Mari Guevara - США - Stephanie Brownell - Уругвай - Katherine Gonzalves Pedrozo - Вьетнам - Bùi Thúy Hạnh |

## Примечание
1. ↑  West, Donald (18 декабря 2007). Miss Earth History. Pageantopolis. Архивировано 16 декабря 2007. Дата обращения: 7 января 2008.
2. ↑  Soul, John (24 октября 2004). Miss Earth 2004. Woman of the Earth News. Архивировано 17 марта 2009. Дата обращения: 27 декабря 2009.